# Friesland (Wisconsin)
Friesland è un comune degli Stati Uniti, situato in Wisconsin, nella Contea di Columbia.